# Víctor Urbán
Víctor Urbán (* 1. Januar 1934 in Tultepec, Mexiko; † 18. Mai 2024) war ein mexikanischer Organist und Komponist.

## Ausbildung
Er begann seine musikalischen Studien bei seinem Vater, dem Komponisten Manuel V. Urbán. Víctor Urbán führte die Ausbildung an der Schule für Kirchenmusik von Tultepec unter Próspero Cebada fort. Schließlich beendete Urbán seine Studien in Mexiko mit einem Abschluss als Konzertorganist am Staatlichen Musikkonservatorium von Mexiko-Stadt unter Jesus Estrada. Unter seinen Lehrern waren bekannte Musiker wie José Pablo Moncayo, Blas Galindo, Rodolfo Halffter oder John D. Tercero. 
Anschließend vertiefte er seine Studien in Rom und Stuttgart mit Musikern wie Ferrucio Vignanelli, Fernando Germani und Helmuth Rilling. Zusätzlich traf er auf hervorragende Lehrer wie Domenico Bartolucci, Iginio Angles, Raffaele Baratta. Er belegte Kurse bei Größen der Musikwelt wie Andrés Segovia, Pablo Casals oder Sergiu Celibidache.

## Werdegang
Neben 250 Konzerten im Bundesstaat Mexiko gab Urbán weltweit Konzerte, die ihn bis nach Nepal oder Thailand führten. Der Organist wurde mit mehr als hundert Diplomen, Medaillen, Plaketten und Auszeichnungen im In- und Ausland geehrt, darunter eine Medaille, die ihm Papst Paul VI. überreichte.
Víctor Urbán gab Kurse im Orgelspiel u. a. in Rom, Buenos Aires und am Konservatorium von Sassari, Sardinien. Von 1974 bis 1977 war er Direktor des Staatlichen Musikkonservatoriums und der Hochschule der Künste des Bundesstaates Mexiko. Er lehrte Orgelspiel am Staatlichen Musikkonservatorium, an der Musikfakultät der Autonomen Universität von Mexiko sowie der Musikhochschule INBA in Santiago de Chile. 
Der Musiker veröffentlichte mehrere Solo-CDs sowie solche mit Orchester- und Kammermusik. Darüber hinaus existieren zahlreiche Aufnahmen für Rundfunk und Fernsehen in Mexiko und im Ausland. Radio Vatikan übertrug Weihnachtsmusik, die von Víctor Urbán gespielt wurde. Er spielte als Solist mit fast allen mexikanischen Synfonie- und Kammermusikorchestern sowie einigen ausländischen, wie z. B. dem Orchester des Santa Cecilia Konservatoriums in Rom oder dem Sinfonieorchester der Universität Mozarteum in Salzburg, Österreich.